# Marleen van Amerongen
Marleen van Amerongen (1973) is een Nederlandse schaakster. Ze is meervoudig Nederlands schaakkampioene bij de jeugd en was de eerste vrouwelijke voorzitter van de Koninklijke Nederlandse Schaakbond.

## Studie en werk
Van Amerongen studeerde Technische Bedrijfskunde aan de TU in Eindhoven, werkte daarna voor Unilever en vervolgens als manager Commerciële Zaken van het Parktheater in Eindhoven.

## Schaakcarrière
Van Amerongen leerde op haar vierde het schaken van haar broer en toen ze zeven jaar oud was ging ze naar de schaakclub. Op haar negende plaatst ze zich voor het NK schaken voor meisjes tot en met 13 jaar, en werd nationaal kampioen. Ze zou het later nog enkele malen worden. Tegen die tijd speelde ze bij Strijdt met Beleid in Nijmegen met de volwassenen.
Op haar dertiende werd ze derde van Europa van de meisjes tot en met 16 jaar. Het was haar eerste schaaktoernooi in het buitenland.
Een bijzondere partij speelde Van Amerongen als vijftienjarige in 1988 tegen Anatoli Karpov. Deze speelde een aantal simultaanpartijen met Van Amerongen als jongste en enige vrouwelijke tegenstander. Tijdens deze wedstrijd werd van Karpov en een aantal van zijn tegenstanders de bloeddruk gemeten om meer inzicht te krijgen in de stressbestendigheid van schakers. Het simultaan stond onder toezicht van een inspanningsfysioloog; plaats van handeling was een zaal van de Radboud Universiteit.
Op haar zeventiende werd ze vijfde van de wereld in de categorie meisjes tot en met 20 jaar. Ze behaalde een vijfde plaats bij het jeugdwereldkampioenschap in 1991 in Brazilië.
Tijdens haar studie heeft ze nog even betaald voor Duitsland gespeeld in de Bundesliga, maar toen ze 23 was stopte ze met het schaken op hoog niveau.
In de periode van 2016 tot 2020 was ze voorzitter van de Koninklijke Nederlandse Schaakbond, de eerste vrouwelijke voorzitter sinds de oprichting van de Bond in 1873. Een van haar speerpunten was de bevordering van schoolschaak, het schaken onder kinderen.
Ze moest haar voorzitterschap neerleggen toen ze met acute leukemie werd gediagnosticeerd. Ze werd opgevolgd door Bianca de Jong-Muhren. In 2023 pakte ze het schaken weer op, maar voor haar plezier. Dat jaar bestond de Koninklijke Nederlandse Schaakbond 150 jaar en zat ze in de jubileumcommissie, waar ze zich weer vooral voor kinderen inzette.

## Privéleven
Van Amerongen is getrouwd en heeft twee kinderen. In 2019 werd ze gediagnosticeerd met acute leukemie. Dit overleefde ze na een ziekbed waarin ze zware chemotherapie onderging en in 2021 een stamceltransplantatie kreeg. Ze was hierover open en deelde haar ervaringen met de buitenwacht via haar blog.